# Fluviphylax pygmaeus
Fluviphylax pygmaeus är en fiskart som först beskrevs av Myers och Carvalho, 1955.  Fluviphylax pygmaeus ingår i släktet Fluviphylax och familjen Poeciliidae. Inga underarter finns listade i Catalogue of Life.